# Eric Gill
Arthur Eric Rowton Gill [ˈɛrɪk ˈɡɪl], född 22 februari 1882 i Brighton, Sussex, död 17 november 1940, var engelsk arkitekt, skulptör, bildskapare, erotisk konstnär och formgivare av typsnitt. Han var verksam i England på 1920-talet.
Gill var en av sin tids mest betydande typografer och ritade bland annat typsnitten Gill Sans, Perpetua och Joanna, vilka i sin klara utmejsling vittnar om djupa studier i klassisk bokstavskonst.  
Hans konstnärliga verk har kommit att överskuggas av avslöjandet att han i sina dagböcker erkänt sexuella övergrepp mot sina döttrar, systrar och husdjur. En del organisationer som använt hans typsnitt i logotyper och dylikt har därför bytt till andra.  

## Galleri

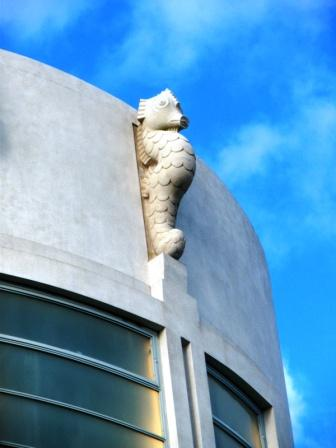
En av Gills sjöhästar över entrén till Midland Hotel i Morecambe.
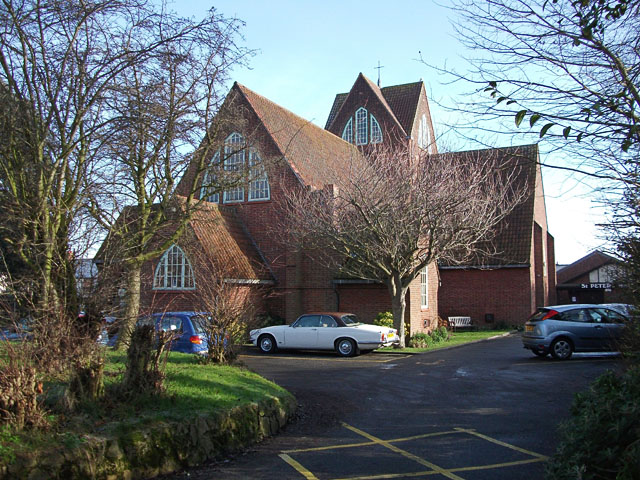
St. Peter's Katolska kyrka i Gorleston, Gills enda färdigställda byggnad.
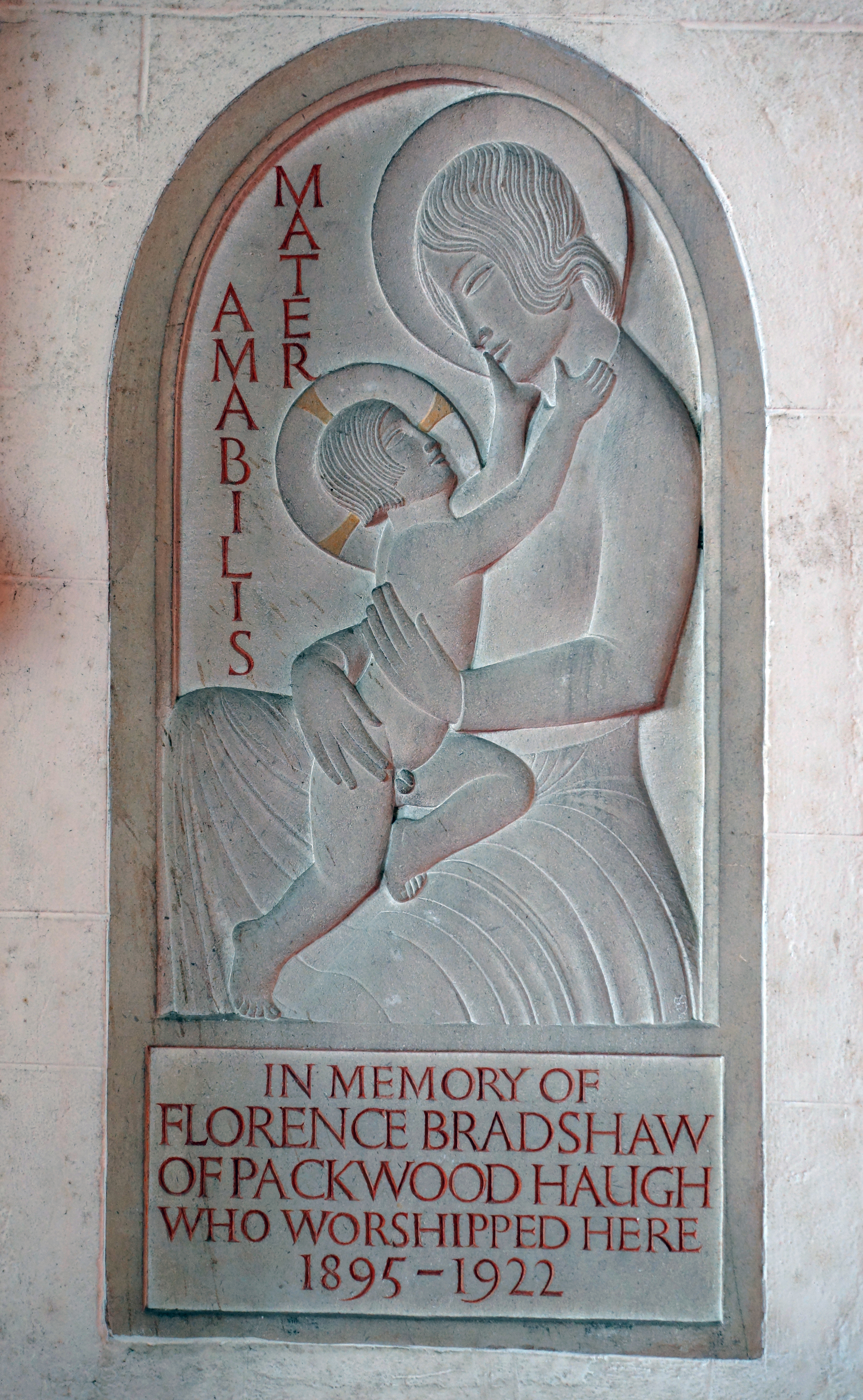
Bas-relief i Lapworths kyrka, 1928.
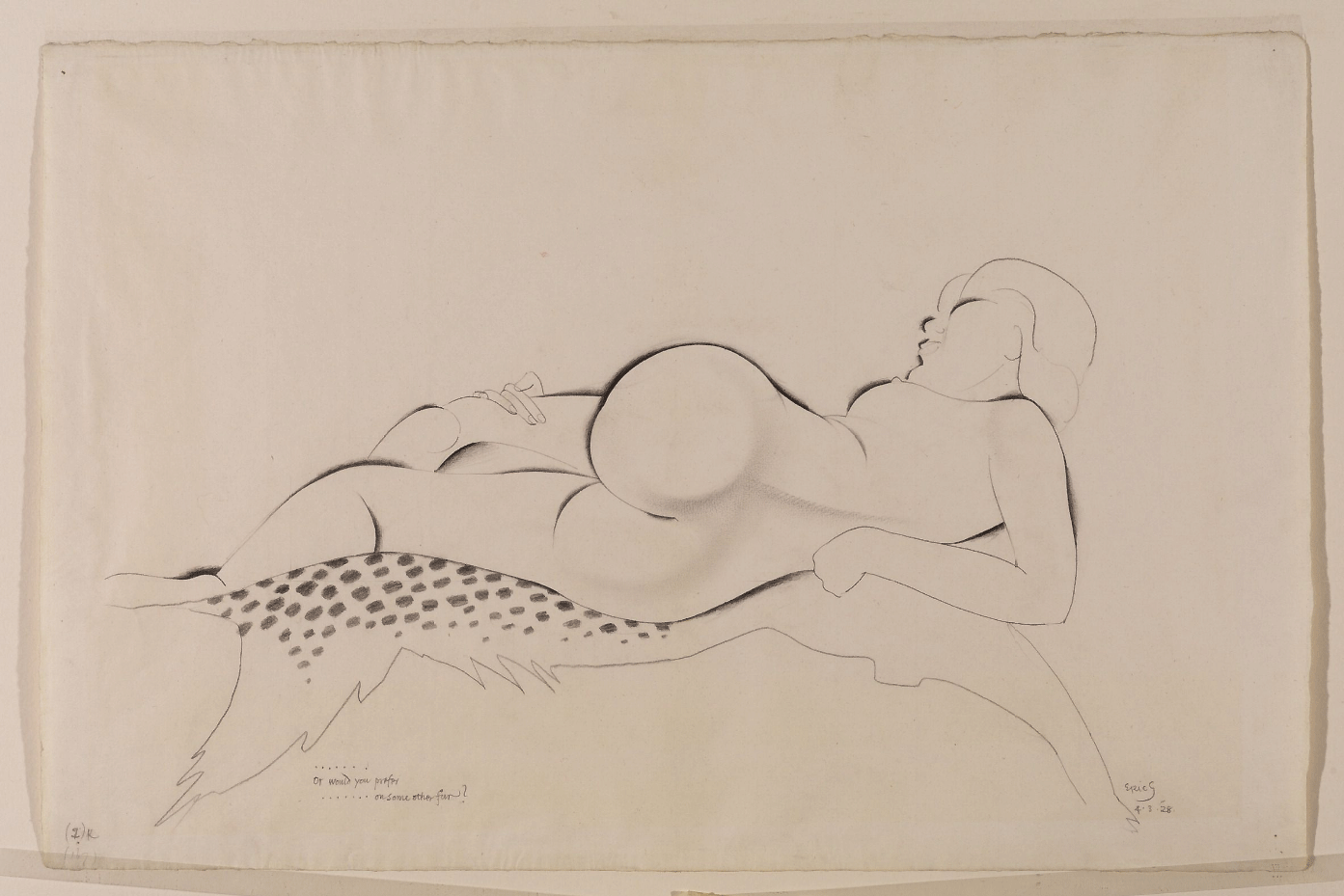
Naken kvinna på leopardskinn, 1928.
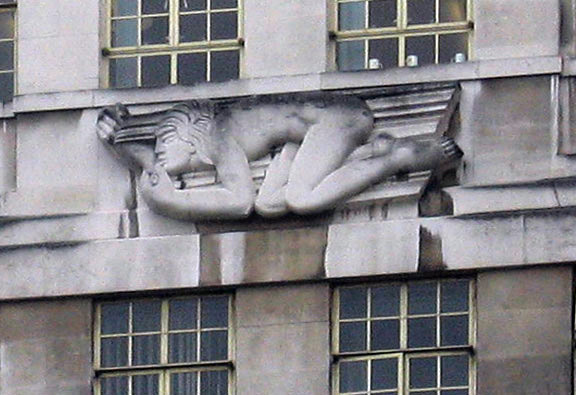
North Wind.
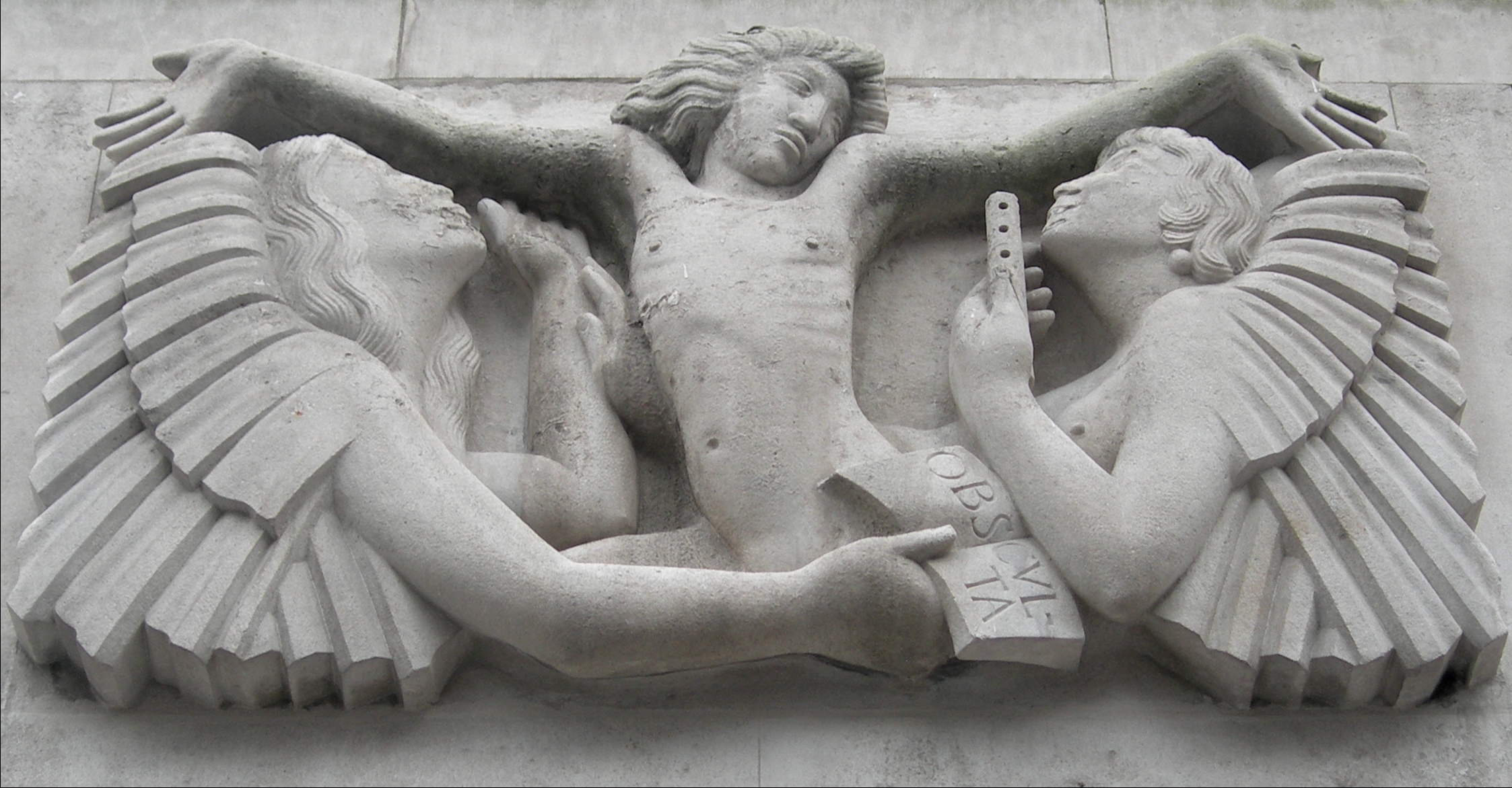
Ariel Between Wisdom and Gaiety, 1932.
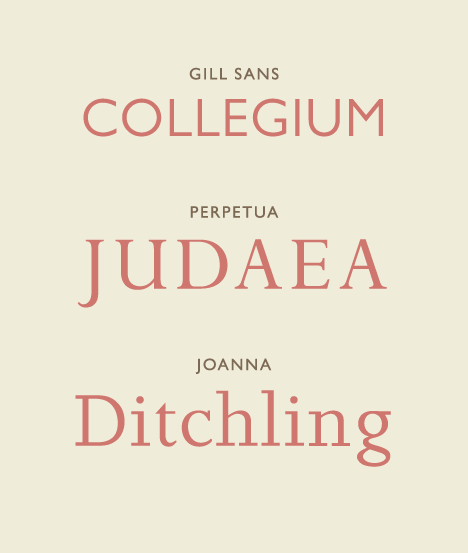
Urval av typsnitt skapade av Eric Gill.